# Super Bowl XLIV
Super Bowl XLIV je bio završna utakmica 90. po redu sezone nacionalne lige američkog nogometa. U njoj su se sastali pobjednici AFC konferencije Indianapolis Coltsi i pobjednici NFC konferencije New Orleans Saintsi. Pobijedili su Saintsi rezultatom 31:17, kojima je to bio prvi osvojeni naslov.
Utakmica je odigrana na Sun Life Stadiumu u Miami Gardensu u Floridi, kojem je to bilo peto domaćinstvo utakmice Super Bowla (zadnje Super Bowl XLI 2007. godine).

## Tijek utakmice
| Četvrtina | Vrijeme | Momčad | Informacija o promjeni rezultata                                                          | Rezultat | Rezultat |
| Četvrtina | Vrijeme | Momčad | Informacija o promjeni rezultata                                                          | Colts    | Saints   |
| --------- | ------- | ------ | ----------------------------------------------------------------------------------------- | -------- | -------- |
| 1         | 7:29    | IND    | field goal (Stover)                                                                       | 3        | 0        |
| 1         | 0:36    | IND    | touchdown dodavanjem (Manning-Garçon), uspješan pokušaj za dodatni poen (Stover)          | 10       | 0        |
| 2         | 9:34    | NO     | field goal (Hartley)                                                                      | 10       | 3        |
| 2         | 0:00    | NO     | field goal (Hartley)                                                                      | 10       | 6        |
| 3         | 11:41   | NO     | touchdown dodavanjem (Brees-Thomas), uspješan pokušaj za dodatni poen (Hartley)           | 10       | 13       |
| 3         | 6:15    | IND    | touchdown probijanjem (Addai), uspješan pokušaj za dodatni poen (Stover)                  | 17       | 13       |
| 3         | 2:01    | NO     | field goal (Hartley)                                                                      | 17       | 16       |
| 4         | 5:42    | NO     | touchdown dodavanjem (Brees-Shockey), uspješan pokušaj za dva dodatna poena (Brees-Moore) | 17       | 24       |
| 4         | 3:12    | NO     | touchdown nakon osvojene lopte (Porter), uspješan pokušaj za dodatni poen (Hartley)       | 17       | 31       |

## Statistika utakmice

### Statistika po momčadima
| Statistika                                                      | Indianapolis Colts | New Orleans Saints |
| --------------------------------------------------------------- | ------------------ | ------------------ |
| Prvih pokušaja                                                  | 23                 | 20                 |
| Ukupno osvojenih jardi                                          | 432                | 332                |
| Broj napada probijanjem                                         | 19                 | 18                 |
| Ukupno jardi osvojenih probijanjem                              | 99                 | 51                 |
| Broj napada s kompletiranim dodavanjem/ukupno napada dodavanjem | 31/45              | 32/39              |
| Ukupno jardi osvojenih dodavanjem                               | 333                | 281                |
| Izgubljenih lopti                                               | 1                  | 0                  |
| Prekršaji (izgubljenih jardi)                                   | 5 (45)             | 3 (19)             |
| Vrijeme posjeda lopte (min:s)                                   | 29:49              | 30:11              |

### Statistika po igračima

#### Najviše jardi dodavanja
| Quarterback          | Dodavanja* | Yds** | TD*** | Int**** |
| -------------------- | ---------- | ----- | ----- | ------- |
| Peyton Manning (IND) | 31/45      | 333   | 1     | 1       |
| Drew Brees (NO)      | 32/39      | 288   | 2     | 0       |

#### Najviše jardi probijanja
| Igrač              | Pokušaja* | Yds** | TD*** |
| ------------------ | --------- | ----- | ----- |
| Joseph Addai (IND) | 13        | 77    | 1     |
| Pierre Thomas (NO) | 9         | 30    | 0     |

#### Najviše uhvaćenih jardi dodavanja
| Igrač                | Dodavanja* | Yds** | TD*** |
| -------------------- | ---------- | ----- | ----- |
| Dallas Clark (IND)   | 7/9        | 86    | 0     |
| Marques Colston (NO) | 7/9        | 83    | 0     |

Napomena: * - broj kompletiranih dodavanja/ukupno dodavanja, ** - ukupno jardi dodavanja, *** - broj touchdownova (polaganja), **** - broj izgubljenih lopti